# 杨博尊
杨博尊（1986年3月23日—），原名杨宏睿，天津人，中国残疾人游泳运动员，绰号“小飞鱼”或“小菲尔普斯”。19岁时因患青光眼而致眼睛视力下降，最终完全失明。2011年9月入选国家队，2010年被选为天津市政协委员。

## 主要荣誉
- 2012年夏季残奥会[4]：
  -  金牌：男子200米混合泳  - SM11
  -  銅牌：男子400米自由泳  -  S11
  -  金牌：男子100米蛙泳  -  SB11
  -  銀牌：男子100米仰泳  -  S11
  -  金牌：男子50米自由泳  -  S11
  -  銀牌：男子100米自由泳  -  S11

- 2008年夏季残奥会：
  -  銀牌：男子100米自由泳 - S11
  -  銀牌：男子400米自由泳 - S11
  -  金牌：男子100米仰泳 - S11
  -  銀牌：男子100米蛙泳  -  SB11